# Obrana národa
Obrana národa (ON) byla vojenská protinacisticky zaměřená odbojová organizace. ON vznikla v roce 1939 a působila na území Protektorátu Čechy a Morava s různou intenzitou až do konce války. Na jejím založení se podíleli příslušníci bývalé československé armády včetně zpravodajských důstojníků zaniklého 2. oddělení Hlavního štábu. 
ON vznikla krátce po okupaci v březnu 1939. Vznik iniciovali důstojníci likvidovaného Ministerstva národní obrany a Hlavního štábu. ON po celou dobu její existence řídili vysocí důstojníci zaniklé prvorepublikové československé armády. ON byla od samého počátku budovaná a řízená jako vojenská odbojová organizace. Během své existence byla cílem několika zásahů německých bezpečnostních složek, jejichž výsledkem byla postupná likvidace všech jejích struktur. V závěru války byla ze zbytků ON vytvořena velitelství Alex a Bartoš, která se významně podílela na Pražském povstání.

## Historie
První rámcové představy o činnosti ON vznikaly mezi vysokými důstojníky MNO a HŠ čsl. armády okamžitě po okupaci v březnu 1939. Již 19. března se začali scházet někteří z vrcholných představitelů československé armády: gen. Sergěj Ingr, gen. Josef Bílý a gen. Sergej Vojcechovský a pokusili se vytvořit rámcový koncept budoucí vojenské odbojové organizace. Vysoce postavení velitelé armády Ludvík Krejčí a Bohuslav Fiala nebyli přizváni, neboť se spiklenci domnívali, že by mohli být sledování gestapem, u Jana Syrového zase vadilo jeho vládní angažmá v době Mnichovské krize. Do činnosti Obrany národa se ale zapojil nový premiér, generál Alois Eliáš,  který na úřadě vlády zaměstnal několik důvěryhodných důstojníků. Vojenská odbojová organizace, později pojmenovaná Obrana národa, vznikala zpočátku poněkud živelně, ale v krátké době se jí podařilo obsáhnout Čechy a Moravu a kontakty získat i na Slovensku. Základní struktura organizace byla dokončena v létě 1939. Velitelský sbor na všech liniích tvořili bývalí důstojníci, mužstvo se rekrutovalo převážně z organizací jako Sokol, Orel, Stráž obrany státu atd.
Za hlavní cíl si do května 1939 zakladatelé ON vytyčili vyvolání povstání proti německým okupantům. Podle jejich představ totiž mělo v krátké době dojít k porážce Německa. Vytvořené plány vycházející ze zkušeností předmnichovské armády počítaly jako s vhodným okamžikem pro zahájení ozbrojených akcí situaci, kdy se německé okupační jednotky na území Čech a Moravy nezmohou na vážnější odpor proti povstaleckým jednotkám. S vážným odporem se počítalo až při obsazování Sudet. Vzhledem k tehdejším postojům velmocí existovala reálná hrozba, že i po pádu nacistického Německa nebudou tyto země vzhledem ke svým podpisům pod Mnichovskou dohodou nakloněny obnově ČSR v předmnichovských hranicích. Jednotky ON by obsazením území předmnichovského Československa zajistily příznivější pozici pro další jednání. Zároveň by plnily funkci armády, zajistily převzetí moci a udržení pořádku v obnovené republice a to až do návratu politických představitelů z exilu. Pro tuto činnost bylo ale nutné zajistit velké množství zbraní, což se postupem času ukázalo jako velký problém.

### První garnitura ON

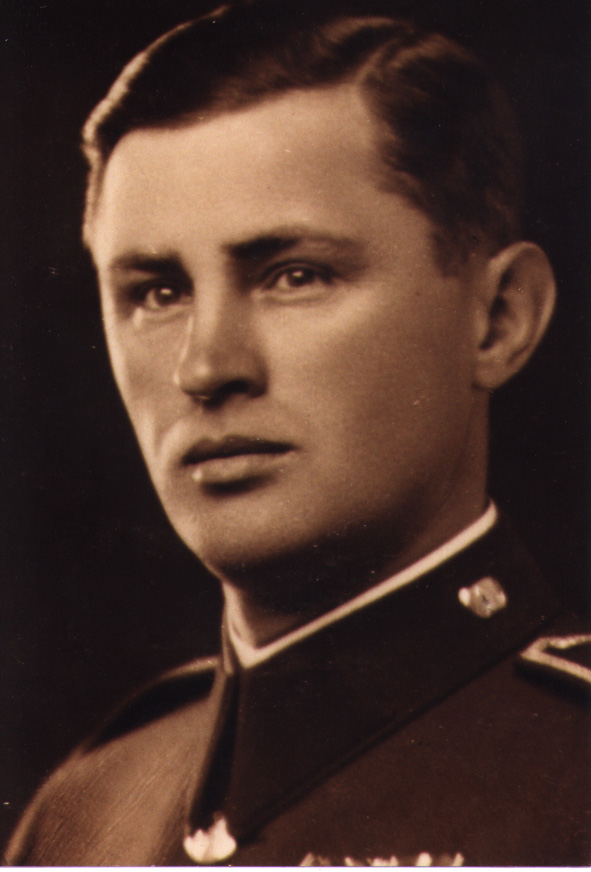
Josef Mašín, příslušník Obrany národa

ON byla sice budována v utajení, ale kvůli jejímu organizačnímu rozsahu (od června do konce léta 1939 bylo vytvořeno 200 rámcových praporů s velitelskými kádry) se do jejích struktur podařilo proniknout gestapu již koncem srpna 1939. Vojáci organizaci sice budovali precizně po stránce vojenské, ale prakticky se nezabývali konspirací.
Se zvyšujícím se napětím v polsko-německých vztazích svitla naděje vypuknutí válečného konfliktu a následné porážky Německa, ale když 17. září odvysílala BBC smluvené heslo pro vypuknutí povstání, kromě některých místních organizací ON žádné jiné organizace vojensky nevystoupily.
Ve dvou zatýkacích vlnách (na podzim 1939 a v únoru 1940) došlo prakticky k rozbití ON a zničení tzv. první garnitury ON. U některých zatčených funkcionářů našlo gestapo dokonce jmenné seznamy příslušníků velení a jednotek, což mělo za následek další zatýkání. Zatčení funkcionáři byli internováni v koncentračních táborech. Funkcionáři, kteří unikli zatčení, přešli buď do hluboké ilegality nebo odešli do emigrace.

### Druhá garnitura ON
Vzhledem k razantnímu postupu německých vojsk západní Evropou i k pozdějším úspěchům v SSSR, se rozplynuly iluze odbojářů o rychlém zhroucení německé moci. ON existovala v omezené míře i nadále. Nastoupila druhá garnitura řídících funkcionářů, kterým se začátkem roku 1940 do určité míry podařilo Obranu Národa zregenerovat, včetně obnovy Hlavního velitelství. Vrchním velitelem byl v tomto období gen. Bedřich Homola. Příslušníci druhé garnitury se zpočátku snažili o znovuobnovení ON podle původního záměru, tedy podzemní armády. Ovšem tento koncept byl postupně opouštěn, neboť bylo jasné, že válka nebude několikaměsíční záležitost, a navíc rozsáhlá organizace se z hlediska možnosti utajení jevila jako nevhodná. Nevyvíjela se tedy snaha o to, aby ON byla důsledně celostátní záležitostí, ale spíše o maximální zakonspirování veškerých struktur. Změnily se i cíle; původní koncept celonárodního povstání byl opuštěn jako těžko realizovatelný, a hlavní náplní ON se stala činnost zpravodajská, sabotážní a diverzní. Na úrovni velení byla navázána užší spolupráce s Petičním výborem Věrni zůstaneme (PVVZ). V květnu 1940 se vedení ON spolu s PVVZ a Politickým ústředím podílelo na vzniku Ústředního vedení odboje domácího (ÚVOD), díky čemuž se ON stala hlavní silou vojenského odboje (přičemž ovšem musela rezignovat na politické cíle)[zdroj?].
Rezignace na budování sítě organizací na celém území Protektorátu mělo za výsledek, že se ON změnila v náhodně poskládané ilegální skupiny. Stěžejními problémy byl nedostatek zbraní a členů pro případné povstání. Důvodem byl především strach, který v lidech vyvolaly německé represe. Přestože myšlenka celonárodního povstání byla odsunuta, na štábní úrovni pokračovala příprava plánů.
Další úder proti ON přišel v září 1941 s nástupem Reinharda Heydricha do úřadu říšského protektora. Ten nechal v rámci stanného práva pozatýkat stovky důstojníků bývalé čs. armády, z nichž velká část skončila na popravištích. Další údery přicházely v průběhu celého roku 1941. Díky neustálému zatýkání zbylo začátkem roku 1942 z ON pouze několik jedinců (např. škpt. Václav Morávek). Po atentátu na Heydricha při následných represích byli zatčeni další členové ON, čímž byla v podstatě završena likvidace druhé garnitury.

### Třetí garnitura ON
Vinou německých zásahů došlo i k likvidaci radiového spojení se zahraničním exilem. V letech 1943 až 1944 bylo ze zbytku utvořeno v Čechách a na Moravě vojenské hnutí řízené generálem Zdeňkem Novákem. Třetí garnitura byla prakticky zlikvidována při úderu německých bezpečnostních složek v červnu 1944.

### Čtvrtá garnitura ON
Po dopadení Nováka gestapem se jako jeden z posledních nezatčených generálů ujal velení vojenského odboje generál František Slunečko, který byl po zatčení významného odbojáře a velitele hned několika okresů ON, Jiřího Jaroše, varován jeho ženou, čímž ho zachránila před jistou smrtí. Ten vytvořil skupinu ALEX zabývající se především sběrem informací. Vojenský odboj v této době byl od počátků naprosto rozdílný; neexistovalo jednotné velení a hierarchie, odbojové buňky byly provázány jen volně, čímž se minimalizovalo nebezpečí lavinovité dekonspirace při zatčení některého z vedoucích funkcionářů.
Na konci války se zbytky vojenského odboje aktivně zapojily do květnového povstání. Díky aktivizaci bývalých důstojníků se již 5. května podařilo celé, původně živelné povstání vojensky podchytit.

## Struktura
Vytvářením struktury ON bylo prakticky kopírováno armádní schéma československé armády z období I. republiky pro české země.
ON byla řízena Hlavním velitelstvím sídlícím v Praze. Hlavnímu velitelství pak byla podřízena Zemská vojenská velitelství pro Čechy, Velkou Prahu a Moravu. Zemským vojenským velitelstvím podléhala Krajská velitelství Pardubice, Louny, Plzeň, České Budějovice, Mladá Boleslav, Hradec Králové, Brno, Olomouc a Moravská Ostrava, se kterými se počítalo jako se štáby divizí pro případ otevřeného konfliktu. Pod velení Krajských velitelství potom spadaly organizační struktury na úrovni politických okresů, větších měst a pražských čtvrtí. Na místní úrovni bylo počítáno s vytvářením jednotek v síle čety či neúplné roty.
Jednotky byly budovány tzv. rámcově; jejich skutečná činnost měla být zahájena po mobilizaci a dosažení plných stavů, počítalo se s 200 (rámcovými) prapory po 400-500 mužích. Jednotky na všech stupních byly řízeny veliteli a jejich štáby. Příslušníci štábů zajišťovali řízení zpravodajské a sabotážní činnosti, zásobování (finance, zbraně, zdravotnický materiál atd.), přípravu mobilizace, spojení a spolupráci s civilními organizacemi (Sokol, pošta, železnice atd.)
Hlavní velitelství ON bylo vytvořeno do srpna 1939. V jeho čele stanul gen. Bílý (další ze zakladatelů se v té době věnovali jiným povinnostem; Ingr v exilu, Vojcechovský v Brně). Náčelníkem štábu se stal plk. Čeněk Kudláček. Hlavnímu štábu byla podřízena jednotlivá zemská velení s jejich veliteli; velitelství Čechy (velitel gen. Hugo Vojta), velitelství Morava v čele s gen. Ingrem (po Ingrově emigraci vystřídaného gen. Bohumilem Všetičkou a velitelství Velká Praha v čele s gen. Bedřichem Homolou.

### Velitelé Obrany národa
- Duben 1939 – listopad 1940: gen. Josef Bílý
- Listopad 1940 – prosinec 1941: gen. Bedřich Homola
- Leden 1942 – červen 1944: gen. Zdeněk Novák
- Červen – listopad 1944: brig. gen. František Bláha
- Listopad 1944 – květen 1945: gen. František Slunečko (vojenské velitelství ALEX)

Generálové - velitelé ON
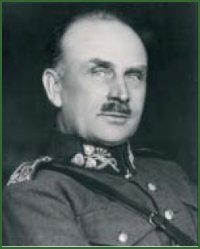
Josef Bílý
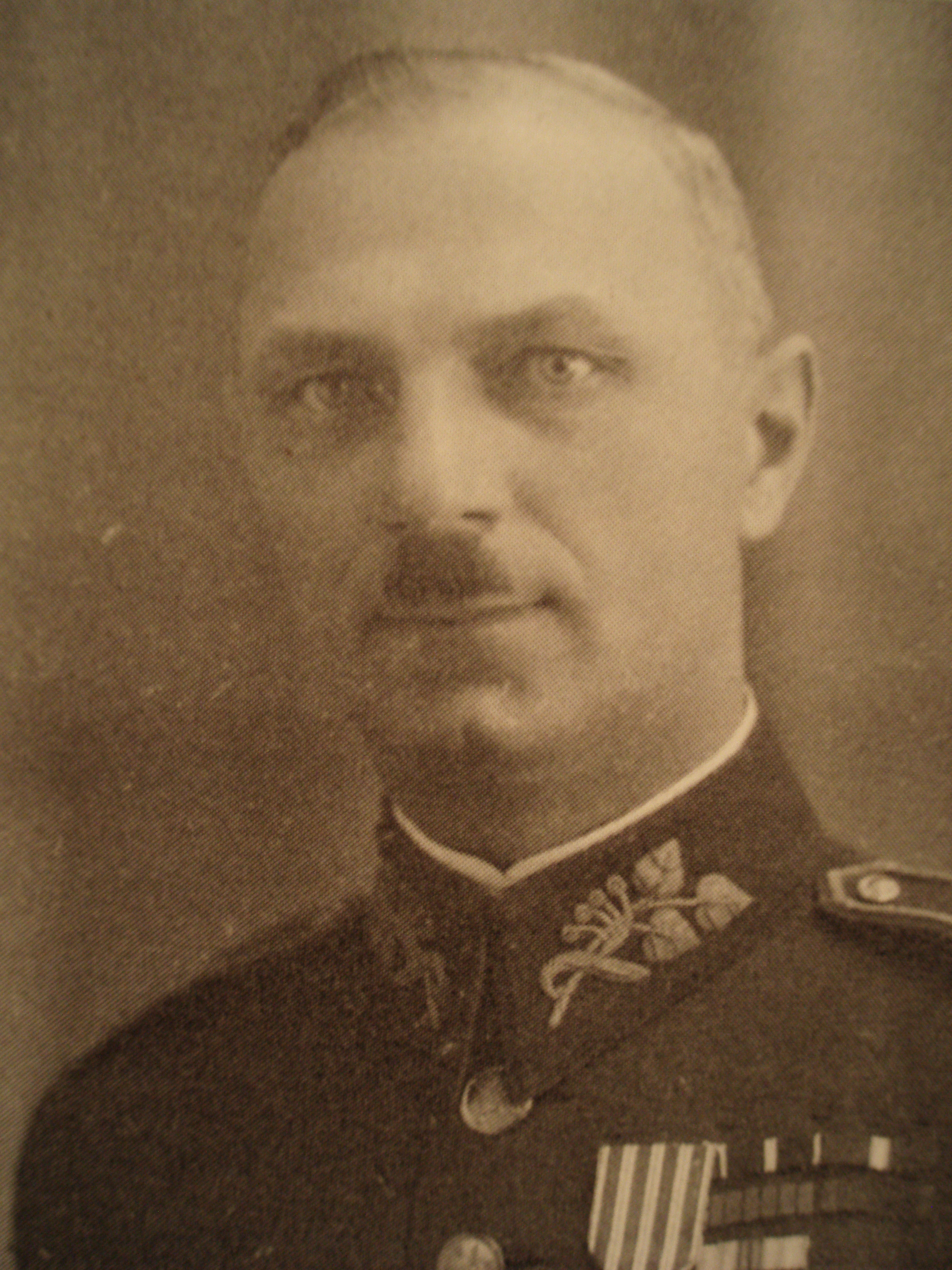
Bedřich Homola
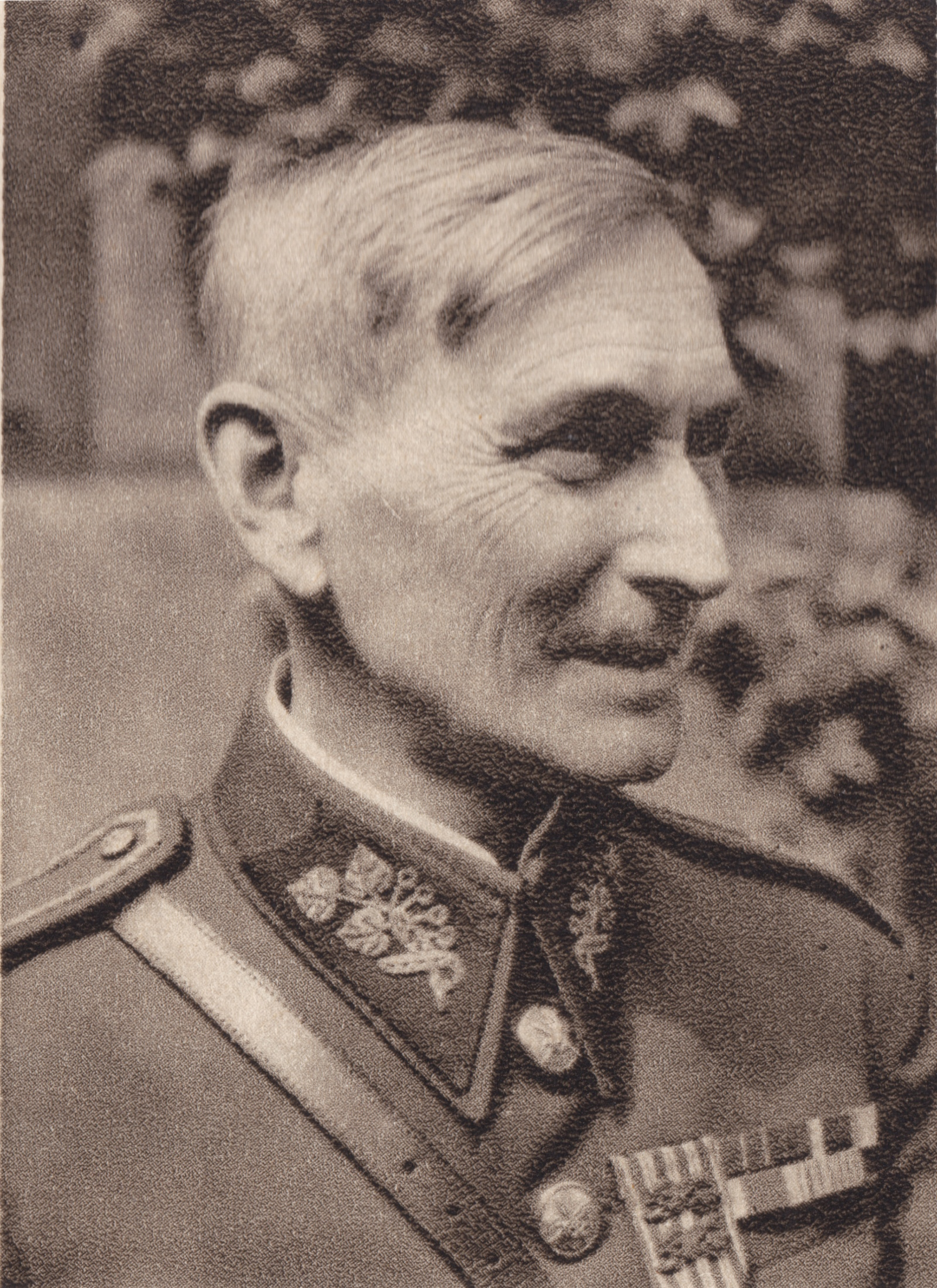
Zdeněk Novák
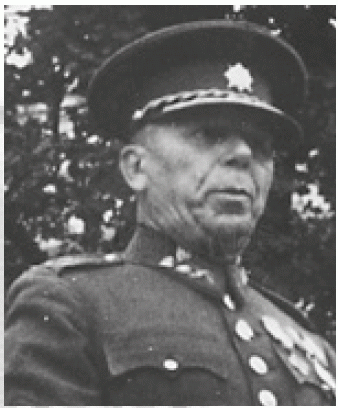
František Bláha
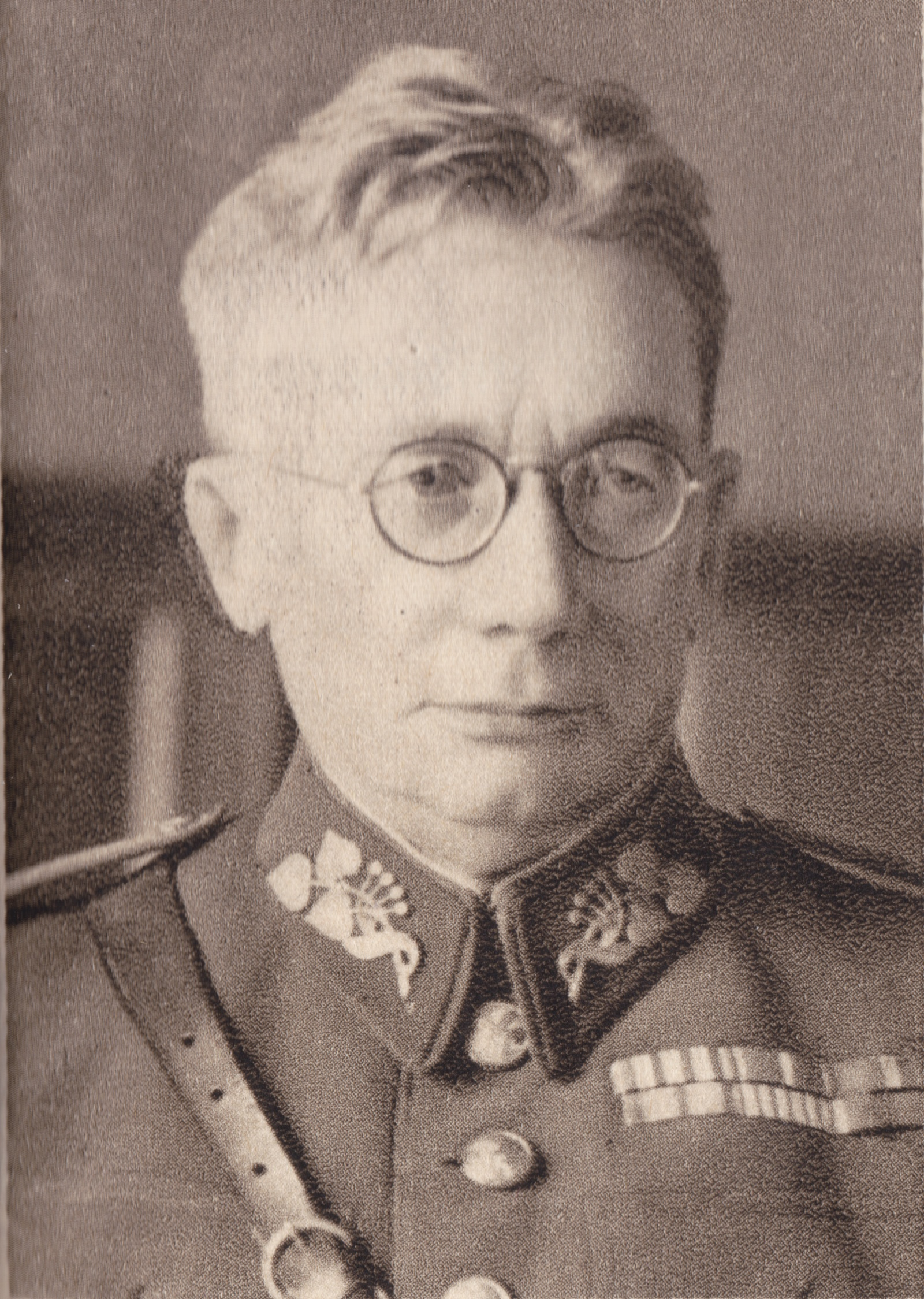
František Slunečko

Jako první velitel ON bývá označován Sergěj Ingr. Patřil sice k zakladatelům ON, ale až do svého odchodu z protektorátu v červnu 1939 působil ve funkci zástupce velitele ON.

### Hlavní štáb Obrany národa
- Náčelník štábu ústředního velení: plk. Čeněk Kudláček
- Zástupce Náčelníka ústředního velení: pplk. Václav Kropáček
  - I. oddělení (organizační): pplk. František Coufal, mjr. Bohumír Černohorský
  - II. oddělení (zpravodajské): mjr. Jaroslav Hájíček, plk. Jaroslav Vedral
    - skupina sběru zpráv
    - skupina radiospojení
    - skupina pro přechody do zahraničí (tzv. exportní)
    - skupina pro propagandu
    - skupina pro sabotáže (tzv. cukráři)

  - III. oddělení (finanční): gen. Viktor Spěváček, mjr. František Raška
  - IV. oddělení (materiální a zásobovací): plk. Bruno Sklenovský
  - V. oddělení (operační): plk. Josef Pták

Skupina pro vnitřní radiospojení a zvláštní komise: pplk. Kropáček, pplk. Coufal, mjr. Černohorský

## Činnost Obrany národa
Primární cíl, vyvolání a řízení všeobecného povstání proti okupační moci se brzy ukázal jako v krátké době nerealizovatelný a ON se orientovala spíše na zpravodajskou činnost a dále pak drobné sabotáže a diverze. K dalším dílčím činnostem patřilo zajišťování spojení s exilovou vládou v Londýně a převádění osob do zahraničí.

### Zpravodajství
Sběr informací patřil vedle příprav k ozbrojenému povstání k hlavní činnosti příslušníků ON. Velká část důstojníků nastoupila po demobilizaci do úřadů a firem se strategickou výrobou (např. plzeňské Škodovky). Přestože to nebyli vyškolení zpravodajci, dokázali díky vojenským znalostem odhadnout německý vojenský potenciál. Jednotlivé zprávy byly vyhodnocovány bývalými zpravodajskými analytiky a v podobě zpráv předávány (nejčastěji prostřednictvím kurýrů) do Londýna.
Část informací získávala ON i od spolupracujících odbojových struktur, zejména Schmoranzovy skupiny. Zdeňku Schmoranzovi, vedoucímu tiskového odboru předsednictva vlády se ve spolupráci s bývalým přednostou zrušeného druhého oddělení Hlavního štábu Šimonem Drgáčem podařilo přesunout bývalé důstojníky vojenské zpravodajské služby na místa tiskových tajemníků okresních úřadů. Tím byla vytvořena síť informátorů, kteří předávali zpravodajské informace z celého území Protektorátu.

### Diverze a sabotáže
V rámci ON působila i skupina podplukovníků Josefa Mašína, Josefa Balabána a štábního kapitána Václava Morávka známá jako Tři králové zaměřující se hlavně na diverzní činnost a získávání zbraní.

### Bezpečnost
Bezpečnostní (či kontrašpionážní) činností se zabývala skupina Františka Hiekeho, bývalého příslušníka druhého oddělení HŠ. Příslušníci skupiny se věnovali sledování kolaborantů, agentů gestapa vysílaných do zahraničí či varováním před zatýkáním.

### Propaganda
ON vydávala vlastní časopis V boj!, vydávaného Vojtěchem Preissigem. V něm mimo jiné otiskovala jména kolaborantů a konfidentů.

### Převaděčství
ON provozovala převaděčskou síť do Polska, Slovenska a Maďarska, kudy emigrovali politici a vojáci, zejména letci.

## Někteří významní příslušníci a spolupracovníci ON (abecedně)
- Josef Balabán
- Otakar Batlička
- František Binder
- Josef Dostál [9]
- Josef Dvořák
- Alois Eliáš
- Oldřich Fictum
- Bedřich Homola[10]
- Josef Churavý
- Jiří Jaroš [11]
- Jan Jiřička
- Bohuslav Kohout
- František Kruš
- Karel Kutlvašr
- Vladimír Lederer
- Jaroslav Lisý
- Karel Lukas
- Karel Mareš
- Josef Malý
- Josef Mašín
- Vasil Kaprálek Škrach
- Václav Morávek
- Jaroslav Němec
- Bedřich Neumann
- Jan Obořil[12]
- Jan Petera[13]
- Bohumír Podlezl
- Tomáš Podruh[14]
- František Slunečko
- Viktor Spěváček
- Oleg Svátek
- Otakar Sviták
- Václav Šára
- František Vávra
- Jaroslav Vedral
- Hugo Vojta
- Václav Volf
- Bohuslav Všetička
- Václav Ždímal

### Činnost ON na Uherskohradišťsku
Na Uherskohradišťsku vznikla ON krátce po okupaci. K zakládajícím členům patřili František Šlerka, František Hrabal, Jana Essender, Josef Stašek a Vojtěch Šupka. ON na Uherskohradišťsku byla gestapem zlikvidována ve dvou vlnách: v roce 1940 a v dubnu 1941.
Hlavním úkolem Obrany národa na Uherskohradišťsku byla organizace členské základny, sabotáže, získávání zbraní a pokusy o bakteriologické útoky proti okupační infrastruktuře (pokusy prosektora MUDr. Vignatiho s použitím bakterií proti koním, používaným německou armádou). Existovaly následující skupiny:
- 1. skupina pro zvláštní účely – plnila netypické úkoly, které nebyly určeny pro jiné skupiny štábu
- 2. skupina spojek – udržovala styk s jinými podzemními organizacemi a s jednotkami Obrany národa v jiných místech
- 3. operační skupina – připravovala a plánovala nasazení „do akce“, byla rozdělena na dvě podskupiny:
  - podskupinu BESKYDY jako hlavní
  - podskupinu CHŘIBY jako podružnou
- 4. organizační skupina – prováděla nábor členstva a prověřovala osoby
- 5. sabotážní skupina – prováděla sabotážní akce, jako například: výroba časovaných náloží, bakteriologické útoky, sabotáže na železnici, komunikacích a ve zbrojovkách, zajišťování zbraní, zcizování poštovních zásilek pro gestapo
- 6. propagační skupina – výroba a distribuce letáků a tiskovin, příprava protiněmeckých demonstrací
- 7. zpravodajská skupina – určená pro sběr informací a zpráv vojenského i hospodářského významu
- 8. mobilizační skupina – příprava mobilizačního plánu
- 9. finanční skupina – shromažďování finančních prostředků, podpora rodin vězněných či popravených odbojářů
- 10. dopravní skupina – evidence přepravních prostředků a pohonných hmot
- 11. hospodářská (zásobovací) skupina – měla evidovat továrny a velkostatky, které vyráběly konzervy a jiné poživatiny, uschovávat konzervy (zejména masové)
- 12. zbrojní skupina – určená pro opatřování zbraní a munice, výrobu časovaných náloží a min, dále pro opatřování třaskavin a jejich rozdělování po okrese
- 13. zdravotní skupina – organizace zdravotní a lékařské služby pro plánované akce
- 14. politicko-zpravodajská skupina – měla za úkol propagovat různé potřebné názory – například výzva k odporu proti snahám připojit Slovácko ke Slovenskému státu
- 15. zahraniční skupina – styky se Slovenskem a Polskem
- 16. skupina pro přechody hranic – organizující převody přes hranice na Slovensko
- 17. teroristická skupina – přepady německých kasáren, sídel gestapa apod.
- 18. spolupracovala také teroristická skupina železničářů – připravovala a prováděla konkrétní sabotážní a teroristické akce na objektech železnice s důrazem na trať Brno – Trenčianská Teplá.

### Činnost ON na Semilsku
Vznik Obrany národa na Semilsku je spojen se jménem odbojáře Františka Hyšky. Podrobně se její činnosti věnuje diplomová práce Univerzity Pardubice (Žaneta Málková).